# 千代丸古墳
千代丸古墳（ちよまるこふん）は、大分県大分市大字宮苑字千代丸にある古墳。1934年（昭和9年）5月1日に国の史跡に指定されている。

## 概要
千代丸古墳は、大分川の支流である賀来川左岸で、大分川との合流点から約2キロメートル上流の丘陵に位置する。
盛土が流失しておりその詳細は不明であるが、直径約15メートル、高さ約4メートル程度の円墳であったと推測される。

## 埋葬施設・線刻画
石室は、羨道を備えた全長8.9メートルの横穴式石室で、面取り整形した凝灰岩を組み上げて造られている。
玄室は、奥行3.32メートル、幅1.8メートル、高さ2.8メートル、羨道は長さ4メートル、幅1.9メートルで、その奥部には平石を二段に重ねた屍床が設けられている。
また、屍床から高さ1.1メートルのところに約50センチメートルの厚さを持つ石棚が突出し、その前面には、三角形や四角形の幾何学文様や、人物、動物が線で刻まれている（線刻）。石棚（ベッド）を有する古墳は、九州では、福岡県南部から熊本県北部にかけて分布している。

## 装飾古墳
この古墳は、装飾古墳としては大分市で唯一のものであり、線刻のある装飾古墳は、大分県内でも他に鬼ヶ城古墳と鬼塚古墳の2例が知られており、鬼ヶ城古墳には、本古墳と同様な石棚が設置されており、石室構造にも共通性が認められる。
千代丸古墳の築造年代は、石室の構造や線刻が施されていることなどから7世紀初め頃と推定されている。